# Bursztyn japoński
Bursztyn japoński – wydobywany w północnej części wyspy Honsiu, nad brzegiem Oceanu Spokojnego. Żywica ta, zwana obecnie bursztynem japońskim, ma cechy nieco zbliżone do sukcynitu (bursztynu bałtyckiego) pod względem możliwości obróbki, choć wymaga znacznie większej ostrożności przy wszystkich operacjach, a szczególnie przy polerowaniu, z racji efektu "ciągnienia się". Tylko niewielka część ma urodę podobną do cenionych odmian przezroczystego i złocistego bursztynu bałtyckiego. Przeważa odmiana nieprzezroczysta ciemnopomarańczowa, a znaczna część to bryłki brązowawe z charakterystycznymi małymi plamkami.